# Steve Potvin
Steve Potvin (født 26. september 1974 i Montreal) er en canadisk tidligere ishockeyspiller.
Han har spillet for Sudbury Wolves, Peoria Rivermen, Albany River Rats, Hamilton Bulldogs, Iserlohn Roosters, IF Björklöven, Skellefteå AIK, Augsburger Panther, Södertälje SK, Arizona Sundogs og for danske Herning Blue Fox. 
Han vandt i 2002 Allsvenskan med IF Björklöven og var i 2003 den mest scorende spiller i Allsvenskan. I 2004 blev han noteret for flest assist i Superallsvenskan. I 2008 blev han dansk mester med Herning Blue Fox. 
Efter opholdet i Herning afsluttede han karrieren i Arizona. 